# Riantec

Riantec este o comună în departamentul Morbihan, Franța. În 1 ianuarie 2022 avea o populație de 5.742 de locuitori.